# Plica umbra
Plica umbra är en ödleart som beskrevs av Carl von Linné 1758. Plica umbra ingår i släktet Plica och familjen Tropiduridae. Inga underarter finns listade i Catalogue of Life.